# Danièle Kaber
Danièle Kaber (* 20. April 1960) ist eine ehemalige luxemburgische Langstreckenläuferin.

## Leben
1985 gewann sie über 1500 Meter Gold bei den Spielen der kleinen Staaten von Europa. 1986 schied sie bei den Leichtathletik-Europameisterschaften in Stuttgart über 3000 Meter im Vorlauf aus und wurde über 10.000 Meter Zwölfte. Bei der Route du Vin wurde sie Zweite.
Im Jahr darauf schied sie bei den Leichtathletik-Weltmeisterschaften 1987 über 10.000 Meter in der Vorrunde aus und siegte bei der Route du Vin.
1988 qualifizierte sie sich als Vierte beim Hamburg-Marathon für den Marathon der Olympischen Spiele in Seoul, bei denen sie Siebte wurde. 1989 wurde sie Sechste beim Osaka Women’s Marathon und gewann über 3000 Meter Gold bei den Spielen der kleinen Staaten von Europa, 1990 wurde sie Achte beim Tokyo International Women’s Marathon.
Bei den Crosslauf-Weltmeisterschaften kam sie 1986 in Colombier auf Platz 113 und 1987 in Warschau auf Platz 74.
1985, 1986 und 1988 wurde sie zur Luxemburger Sportlerin des Jahres gewählt.

## Persönliche Bestzeiten
Alle Zeiten sind luxemburgische Rekorde
- 1500 m: 4:21,23 min, 5. Juni 1987, Koblenz
- 3000 m: 9:12,87 min, 6. August 1986, Koblenz
  - Halle: 9:44,79 min, 15. Januar 1995, Gent
- 5000 m: 15:42,38 min, 5. September 1986, Brüssel
- 10.000 m: 32:16,97 min, 30. August 1986, Stuttgart
- Halbmarathon: 1:10:56 h, 21. September 1986, Grevenmacher
- Marathon: 2:29:23 h, 23. September 1988, Seoul